# 꿈의 해석

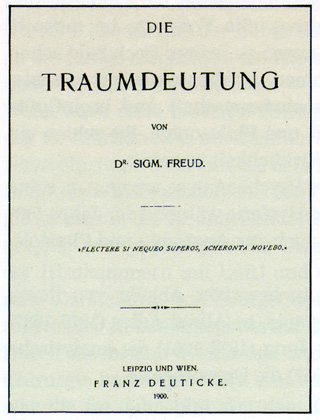
독일어판 원서 표지

《꿈의 해석》(독일어: Die Traumdeutung)은 지그문트 프로이트가 쓰고 1899년 11월, 라이프치히와 빈에서 동시에 출간(출간일은 1900년)한 정신분석학 저서이다.

## 작품 소개
프로이트의 정신분석학을 대변하는 가장 대표적인 책이다. 꿈은 우리들이 정상적인 일상생활에서 충족시키지 못한 욕구를 충족시키기 위해 일어나는 것이다. 프로이트는 다양한 꿈의 사례들을 명징한 언어로 분석함으로써 어두운 수면 아래에 잠겨 있던 무의식의 세계를 수면 위로 끌어올리는 혁명적인 역할을 했다.
우선 꿈은 의식되지 않은 것(또는 심층 의식)의 욕구 충족을 의미한다. 다음으로 꿈의 작용 방식은 의식되지 않는 것이 어떻게 작용하는지에 대한 체계적 암시를 보여준다. 프로이트에 의하면 인간의 정신 과정(영혼 과정)은 의식되지 않은 것, 의식되기 이전의 것, 의식된 것 등 세 가지 동적 요소들에 의해서 구성된다. 정신 과정을 엄청나게 큰 빙하 덩어리에 비교할 경우, 물속에 잠긴 가장 큰 부분은 의식되지 않은 것에, 물 위로 나올 듯 말 듯한 중간 부분은 의식되기 이전의 것에, 그리고 물 위에 나와 있는 극히 작은 부분은 의식된 것에 해당한다.
이 책에 등장하는 중요한 주제들은 대강 다음과 같다. 꿈의 욕구 충족 성격, 꿈의 몽환적 성격, 몽환과 꿈에서 마음(정신)의 퇴행 기능, 수면과 운동마비, 꿈에서 전위의 메커니즘, 꿈의 메커니즘과 신경증의 메커니즘 사이의 유사성. 프로이트는 자신의 정신분석학을 확립하기 위해서 이 책과 ≪정신분석학 입문 강의≫ 등에서 정신 과정, 충동적 힘, 에너지 등의 개념을 사용하고, 게다가 쾌락 원리, 현실 원리 등의 개념을 사용하기 때문에 우리들은 그의 정신분석학이 관념론적 색채를 띤다고 착각하기 쉽다. 그러나 프로이트의 정신분석학은 어디까지나 신경생리학과 신경해부학을 기본으로 삼고 있는 유물론적 자연과학이다.
꿈의 해석 결과 포로는 두 종류의 섹스(성관계)을 제시한다. 하나는 의식적 영혼이고 이것은 의식적인 모든 생각과 기억을 포함한다. 또 하나는 무의식적 영혼으로서 성적이고 파괴적이며 충동과 욕구를 함께 가지고 있다. 정상인은 두 정신을 조화시키는 인간이지만, 신경증 환자는 두 정신 간의 조화를 상실하고 정신이 병든 인간이다. 꿈을 해석함으로써 프로이트는 성적이며 무의식적인 쾌락의 원리와 의식적인 현실의 원리를 제시한다. 이들 두 원리는 앞의 두 가지 정신에 대응한다. 프로이트는 이 책에서 꿈의 왜곡, 꿈의 재료와 원천, 꿈 작업(농축 작업, 전위 작업, 표현 작업 등), 꿈과 정서, 꿈의 망각, 꿈의 각성, 꿈과 욕구 충족 등을 밝힘으로써 꿈과 실수와 신경증의 유사성을 밝히려고 하고, 특히 꿈과 신경증의 유사성을 밝힘으로써 정신분석학에 의해서 신경증 및 정신 질환을 치료할 수 있는 길을 찾으려고 했다.
프로이트가 이 책을 자신의 가장 중요한 성과로 꼽은 것은 올바른 평가다. 인간 본성에 관한 프로이트 이론의 네 구성요소, 즉 무의식, 억압, 유아성욕, 정신삼분법이 『꿈의 해석』에서 처음 통합적인 모습을 드러냈기 때문이다.

## 서지 정보
- 강영계 역, 2009년, 지식을만드는지식 ISBN 978-89-6228-319-8